# Энгельсово
Энгельсово (укр. Енгельсове) / Буран (укр. Буран) — посёлок, относится к Краснодонскому городскому совету Луганской области.

## Географическое положение
Соседние населённые пункты: посёлки Краснодон/Тёплое, Широкое (примыкают) на западе, Светличное, Верхняя Краснянка и Большой Лог на юго-западе, Горное и село Дубовка на юге, посёлки Мирное, Новоалександровка, Орджоникидзе/Нижняя Шевыревка и Верхнешевыревка на юго-востоке, Таловое и города Краснодон/Тёплое на востоке, Суходольск и Молодогвардейск на северо-востоке, посёлок Новосемейкино, сёла Самсоновка на севере, Радянское/Ореховая Балка и Семейкино на северо-западе.

## История
Поселок был создан в 1923 году в результате объединения поселений, возникших здесь при строительстве угольной шахты в 1915 году.
С 1938 года посёлок городского типа.
В 1923 году была введена в эксплуатацию шахта им. Энгельса, в 1940 году — шахта № 18-бис.
Во время Великой Отечественной войны поселок был оккупирован немецкими войсками, в период оккупации в 1942 году шахта им. Энгельса была выведена из строя.
По состоянию на начало 1968 года здесь действовали угольная шахта № 18-бис, восьмилетняя школа, школа рабочей молодёжи, клуб и 2 библиотеки, основой экономики являлась добыча угля.
В 1985 году численность населения составляла 1,6 тыс. человек, здесь действовали восьмилетняя школа, медпункт, клуб и библиотека.
В январе 1989 года численность населения составляла 1343 человека.
По переписи 2001 года население составляло 1196 человек.
На 1 января 2013 года численность населения составляла 988 человек.
С весны 2014 года — в составе самопровозглашенной  Луганской Народной Республики.
12 мая 2016 года Верховная Рада Украины переименовала населённый пункт в Буран в рамках кампании по декоммунизации на Украине. Решение не признано местными фактическими властями.

## Транспорт
Посёлок находится в 10 км от станции Семейкино на линии Родаково — Лихая Донецкой железной дороги

## Местный совет
94433, Луганская обл., Краснодонский городской совет, пгт. Энгельсово, ул. К. Маркса, д. 13